# Presó de pobles
La presó de pobles (rus: Тюрьма́ наро́дов) és un frase primera utilitzat per Vladimir Lenin en 1914. Va aplicar-se a l'Imperi Rus, que descriu la política nacional de l'època. La idea d'identificar Rússia amb una presó prové del llibre La Russie en 1839 de Astolphe de Custine.